# Piero della Francesca

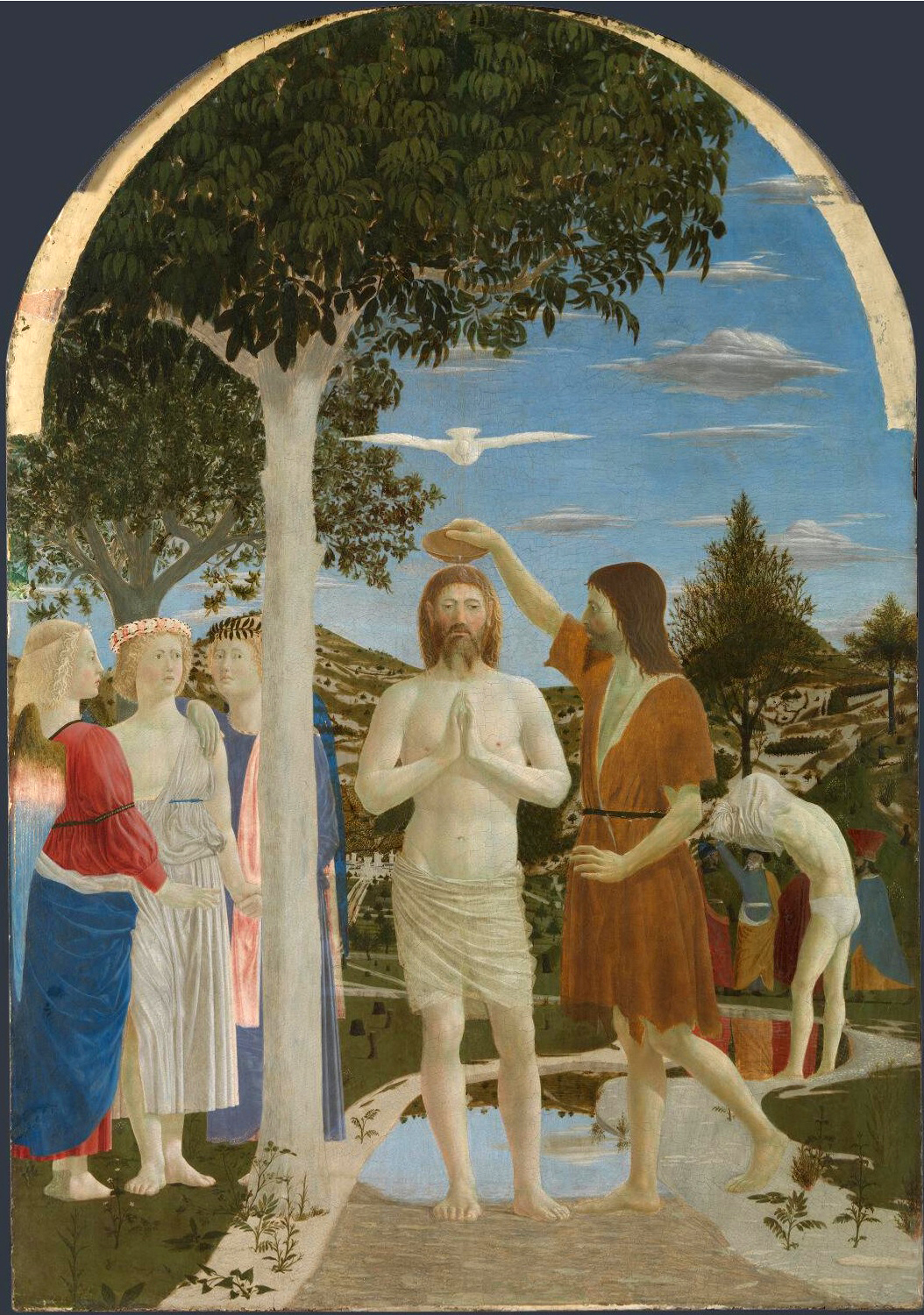
Piero della Francesca - "Kristi dop" (1448-1450). National Gallery, London.

Piero della Francesca, eg. Piero di Benedetto dei Franceschi, född cirka 1415 i Sansepolcro utanför Arezzo i Toscana, död 12 oktober 1492 i Sansepolcro, var en italiensk målare.
Piero della Francesca var lärjunge till Domenico Veneziano i Florens och förenade sina umbriska ungdomsintryck med den florentinska skolans nyvinningar. Särskilt var Paolo Uccellos perspektivstudier betydelsefulla för honom. I sina mogna verk visade han nya vägar för måleriet. Riktiga rumsförhållanden skapade han inte endast genom perspektivisk förminskning av figurerna, utan även genom avtoning och modellering. Som en föregångsman framstod han dessutom in sin behandling av det fria ljuset, vilket han lät spela i reflexer på kropparna. Genom den tektoniska kompositionen, som stöddes av de starkt plastiska figurernas stora, slutna konturer, uppnådde han en intryckfull mural stil. Det enda bevarade exemplet på hans monumentalmålningar utgörs av hans på 1460-talet tillkomna fresker i San Francesco i Arezzo, som skildrar episoder ur det heliga korsets legend. Av Piero della Francescas målningar märks särskilt porträtt av Federico da Montefeltro och hans gemål Battista Sforza, idag i Uffizierna.
Av betydelse för Piero della Francescas måleri var en oljemålningsteknik, som han blandade med den tidigare temperatekniken. Han var en av de första i Italien som tog intryck av den nederländska konsten, vilket bland annat märks i Jesu födelse. Han kom själv, liksom sina båda lärjungar Luca Signorelli och Melozzo da Forlì, att utöva ett stort inflytande över utvecklingen inom det italienska måleriet.
Piero della Francesca var en av ungrenässansens mest tongivande konstnärer och en pionjär för den perspektiviska bildkonstruktionen. Han skrev även en bok i ämnet, De Prospectiva Pigendi.
I Pieros tidiga verk är inflytandet från Masaccio tydligt, men så småningom utvecklade han en helt egen stil. Tre berömda verk är Kristi dop, Kristi gisslande samt Uppståndelsen. Pieros kompositioner utmärks av ett matematiskt exakt uträknat rumsdjup, men deras innebörd har varit ämne för många kontroverser.